# 拉法埃洛·莱奥纳尔多
拉法埃洛·莱奥纳尔多（義大利語：Raffaello Leonardo，1973年5月1日—），意大利男子赛艇运动员。他曾代表意大利参加1992年、1996年、2000年、2004年和2008年夏季奥林匹克运动会赛艇比赛。